# Speleodentorcula beroni
Speleodentorcula beroni е вид охлюв от семейство Argnidae. Видът е уязвим и сериозно застрашен от изчезване.
Описан е през 1985 г. и е наречен на Петър Берон.

## Разпространение
Видът е открит в печера на остров Евбея, Гърция.